# Salluit
Salluit (Inuktitut: ᓴᓪᓗᐃᑦ es la segunda comunidad inuit más septentrional en Quebec, Canadá, ubicada en la entrada de Sugluk, cerca del estrecho de Hudson, y su población era de 1347 habitantes en el Censo de Canadá de 2011, y crece rápidamente. No es accesible por carretera, por lo que la forma de llegar es a través del aeropuerto de Salluit.
Salluit significa "The Thin Ones" en inuktitut, refiriéndose a una época en que los habitantes locales se enfrentaban a la inanición como resultado de la falta de vida fauna silvestre.

## Historia
En 1925, un comerciante particular abrió un puesto comercial en el sitio donde se encuentra Salluit actualmente. Para no quedarse atrás, la Compañía de la Bahía de Hudson (HBC) rápidamente estableció su propio puesto en la otra orilla de Sugluk Inlet, pero la trasladó poco después a Deception Bay, a unos 53,5 km al este. En 1930, la HBC construyó una tienda en el actual Salluit y cerró su puesto en Deception Bay en 1932. Los años dorados del comercio de pieles llegaron a su fin alrededor de 1936 cuando el precio de las pieles se derrumbó.
En 1930 se estableció una misión católica, cerrándose unos veinte años más tarde, pero enseguida llegó una misión anglicana en 1955. El Gobierno de Canadá abrió una escuela diurna en 1957. Mientras se iban prestando más servicios públicos, los Inuit se establecieron alrededor de la pequeña aldea. Las primeras casas residenciales fueron construidas en 1959. Diez años más tarde abrió una tienda cooperativa por sus residentes. Salluit legalmente se convirtió en un municipio en 1979.

## Residentes notables
- Elisapie Isaac, cantante de pop.
- Sugluk, grupo de rock.
- Maggie MacDonnell, profesora de Secundaria, ganadora del Global Teacher Prize en 2017.